# Pyramidops venator
Pyramidops venator is een hooiwagen uit de familie Pyramidopidae.